# Abyssogena phaseoliformis
Abyssogena phaseoliformis is een tweekleppigensoort uit de familie van de Vesicomyidae. De wetenschappelijke naam van de soort is voor het eerst geldig gepubliceerd in 1986 door Métivier, Okutani & Ohta.